# Monique Baroni
Pour les articles homonymes, voir Baroni.
Monique Baroni, née le 17 juillet 1930 à Tarbes (Hautes-Pyrénées) et morte le 14 juin 2016 à La Tronche, est une artiste peintre, pastelliste et lithographe française.

## Biographie
Monique Angèle Gallet est née le 17 juillet 1930 à Tarbes,,.
Elle étudie initialement la musique, notamment le piano, et, en raison des engagements de la famille, c'est seulement en 1970 qu'initiée au dessin par le peintre Blanchard[Qui ?], elle commence à étudier la peinture aux ateliers de Clichy et de Bougival, puis pour la gravure avec Jean-Marc Lange, premier Grand prix de Rome 1965, et pour la peinture avec Édouard Georges Mac-Avoy, portraitiste et président du Salon d'automne, dans leurs ateliers respectifs.
Son œuvre s'inscrit dans le courant du réalisme poétique[réf. nécessaire], dans le sillage de Pierre Bonnard auquel elle rend hommage en 2015. Ni figurative, ni abstraite, sa vision picturale entend traduire et épurer les sentiments de l'artiste. Coloriste audacieuse, ce peintre du bonheur tranquille charpente ses toiles avec de puissants accords chromatiques.
De 1977 à 1990, elle anime un atelier de peinture à Rueil-Malmaison. Parmi ses élèves, elle compte les peintres Guillaume Villaros, Virginie Nègre, Catherine Vaudron. Elle travaille également dans un atelier à Bercy.
Sa première exposition personnelle date de 1978. En 2010, elle est l'invitée d'honneur du Salon de Versailles.

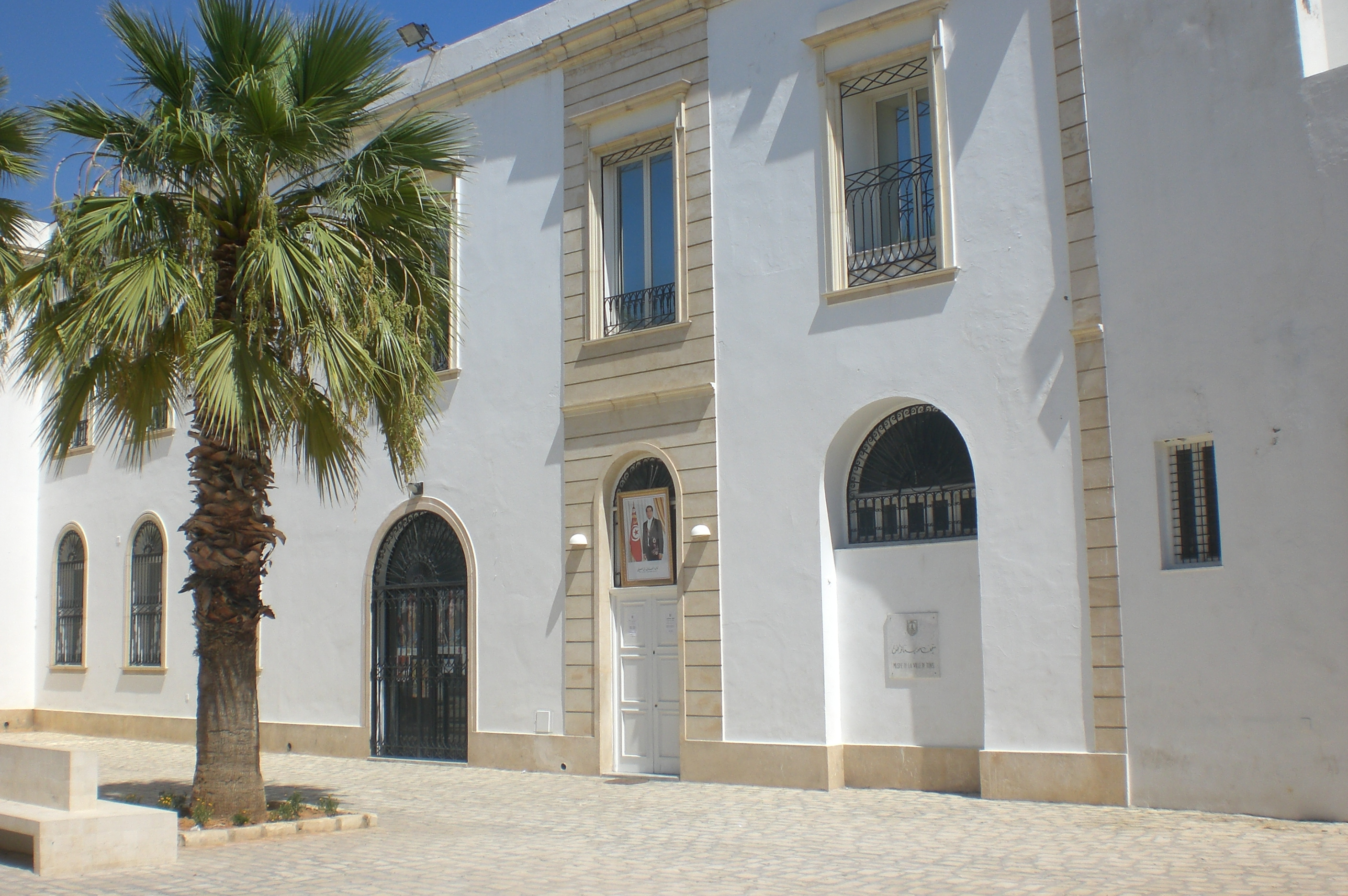
Le palais Kheireddine (Tunis)

En 2013, les éditions d'art Somogy publient une monographie, Monique Baroni, La couleur pour enchanter le monde écrite par Noël Coret, président du Salon d'Automne à Paris. Baroni devient présidente d'honneur du Salon d'Automne et sociétaire d'autres salons parisiens. De son vivant, sa dernière exposition personnelle se déroule dans le cadre du Salon d'automne international au palais Kheireddine de Tunis en mai 2014.
Monique Baroni meurt à La Tronche le 14 juin 2016 des suites d’une maladie,. Elle repose à Embrun.
La Fondation Taylor crée en 2016 un prix Monique-Baroni destiné à honorer un artiste au talent prometteur (décerné cette année-là à l'artiste chinoise Dongni Hou), puis organise en janvier 2017 une rétrospective de l'œuvre de Monique Baroni, présentant notamment ses dernières toiles réalisées à Grenoble à l'automne 2015. En juin 2017 au Musée d'art et d'histoire de Parthenay, le peintre Bernard Cavaillès, qui fut son élève, tient une conférence sur l'œuvre de son maître.

## Expositions

### Individuelles
- Palais des congrès de Paris, 1978.
- Galerie Breteuil, Paris, 1979, 1981.
- Galerie Guichard, Lyon, 1983, 1985, décembre 1987-1988[9].
- Angel International Fine Arts, Beverly Hills, 1984.
- Galerie Romanet, Paris, mars-avril 1987, 1989, 1991, 1993, 1995, 2000[2].
- Anita L. Pickven Gallery, Sarasota, 1994.
- Galerie Fel, Singapour, 1995.
- Alliance française, Atlanta, 1996.
- Bruton Street Gallery, Londres, 2000.
- Galerie Besseiche, Genève, 2006[2], 2007, 2012.
- Musée d'art et d'histoire de Parthenay, 2008-2009.
- Domaine Sellier (musée du Coq), Cogolin, juin 2011.
- Picasso Art Gallery, Le Caire, 2011.
- Rétrospective Monique Baroni, Fondation Taylor, Paris, janvier 2017[8],[10].
- Rétrospective Monique Baroni, Galerie de l'Escale, Levallois-Perret, mars-avril 2018[11],[12].

### Collectives
- Salon d'automne, Paris, 1987[13],[14].
- Triennale de Cracovie, 1994.
- Musée d'art moderne de Shanghaï, 1995.
- Albemarle Gallery, Londres, 1998[2].
- 26e Grand Salon de peinture de Bretagne, espace André-Jacq, Carantec, décembre 2005.
- 13e Rencontre d'art contemporain de Calvi, 2008[15].
- Biennale de Nevers, 2008.
- Expositions dans le cadre des jeux olympiques d'été de 2008, musée des Beaux-Arts de Shanghai et musée d'Art national de Chine (Pékin), 2008[16].
- Grandes signatures (Paul Ambille, Monique Baroni), Landser, 2008[17].
- Salon de peinture et de sculpture de Sainte-Gemmes-sur-Loire, Monique Baroni invitée d'honneur, octobre 2008.
- 28e Salon du Val de Cher, Monique Baroni invitée d'honneur, Saint-Victor (Allier), mars-avril 2010[18].
- Rencontre nationale de peintres et sculpteurs contemporains, foyer Martin-Studer, Burnhaupt-le-Haut, avril 2011[19].
- 2e Biennale d'art et de littérature du Caire, Monique Baroni invitée d'honneur, juin-juillet 2011[20].
- 48e Salon de l'expression artistique rosnéenne, centre culturel Jean-Vilar, Rosny-sous-Bois, octobre 2011[21].
- SAI Jaffa, 2012.
- SAI, palais Kheireddine, Tunis, mai 2014[4].
- Ligne et couleur, Monique Baroni invitée d'honneur, mairie du 5e arrondissement de Paris, 2016[22].

## Collections publiques

### France

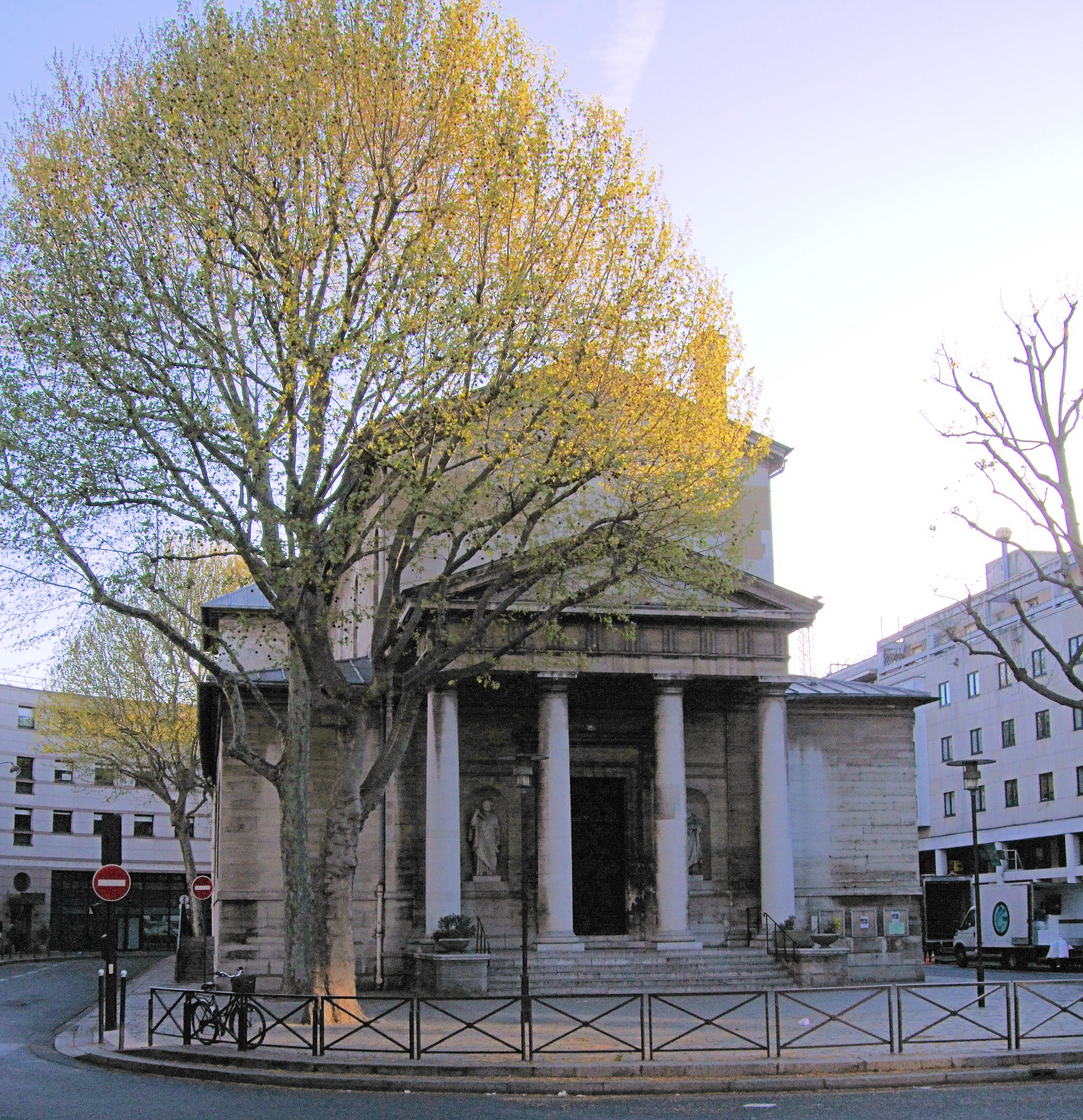
Église Notre-Dame-de-la-Nativité de Bercy

- Cabinet des estampes de la Bibliothèque nationale de France, Paris.
- Église Notre-Dame-de-la-Nativité de Bercy, Paris, Lumière divine (Annonciation), huile sur toile située devant le chœur, don Monique Baroni, mai 2015[23].

### États-Unis
- Life University Art Gallery and Museum (en), Marietta (Géorgie), vingt-deux toiles[24].

## Prix et distinctions
- Médaille du Salon d'hiver, 1976.
- Médaille d'honneur du Salon des artistes français, 1981.
- Prix du paysage du Salon des artistes français, 1986, 1987.
- Médaille d'argent du Salon des artistes français, 1990.
- Médaille d'or du Salon des artistes français, 1992.
- Grand Prix Léon-Georges-Baudry de la Fondation Taylor, 2015.
- Présidente d'honneur du Salon d'automne.

### Filmographie
- Monique Baroni, le peintre des bonheurs, film de Jean Desvilles, Arts et résonances, Paris.